# Dietilstilbestrolo
Il dietilstilbestrolo è una molecola di sintesi ad azione estrogeno-simile (la sua struttura, pur non essendo steroidea, mima quella degli estrogeni) usata dagli anni quaranta agli anni settanta negli Stati Uniti per prevenire l'aborto, in quanto stimola la sintesi di estrogeni e progesterone nella placenta.
In diversi casi, causò un adenocarcinoma a cellule chiare della vagina in donne nate da madri che assumevano tale sostanza. Il tumore è solito insorgere in donne con età media di 17 anni, essendo molto raro prima dei 12 e raro dopo i 30.
L'incidenza totale di alterazioni benigne della vagina e del collo dell'utero fu stimata essere del 75%.
Nella progenie maschile esposta durante la gestazione, si è osservata un'elevata incidenza di cisti epididimali, ipotrofia testicolare e indurimento capsulare associati a riduzione del volume dell'eiaculato e alterazioni qualitative del liquido seminale.